# Municipio de Philo
El municipio de Philo (en inglés: Philo Township) es un municipio ubicado en el condado de Champaign en el estado estadounidense de Illinois. En el año 2010 tenía una población de 1954 habitantes y una densidad poblacional de 20,58 personas por km².

## Geografía
El municipio de Philo se encuentra ubicado en las coordenadas 40°1′5″N 88°11′41″O / 40.01806, -88.19472. Según la Oficina del Censo de los Estados Unidos, el municipio tiene una superficie total de 94.94 km², de la cual 94,94 km² corresponden a tierra firme y (0,01 %) 0,01 km² es agua.

## Demografía
Según el censo de 2010, había 1954 personas residiendo en el municipio de Philo. La densidad de población era de 20,58 hab./km². De los 1954 habitantes, el municipio de Philo estaba compuesto por el 97,95 % blancos, el 0,41 % eran afroamericanos, el 0,15 % eran amerindios, el 0,15 % eran asiáticos, el 0,05 % eran de otras razas y el 1,28 % eran de una mezcla de razas. Del total de la población el 0,31 % eran hispanos o latinos de cualquier raza.